# IGZO
Оксид індію, галію та цинку (англ. Indium gallium zinc oxide, скор. IGZO) — напівпровідниковий матеріал, який може бути використаний як канал для прозорих тонкоплівкових транзисторів. Ці матеріали можуть бути заміною аморфного кремнію для активного шару РК-екранів. Рухливість електронів цього матеріалу в сорок разів вища, ніж у аморфного кремнію, що дозволяє зменшити розмір пікселя (для отримання роздільної здатності набагато вищої, ніж формат HDTV) або час відгуку екрана.